# Goze

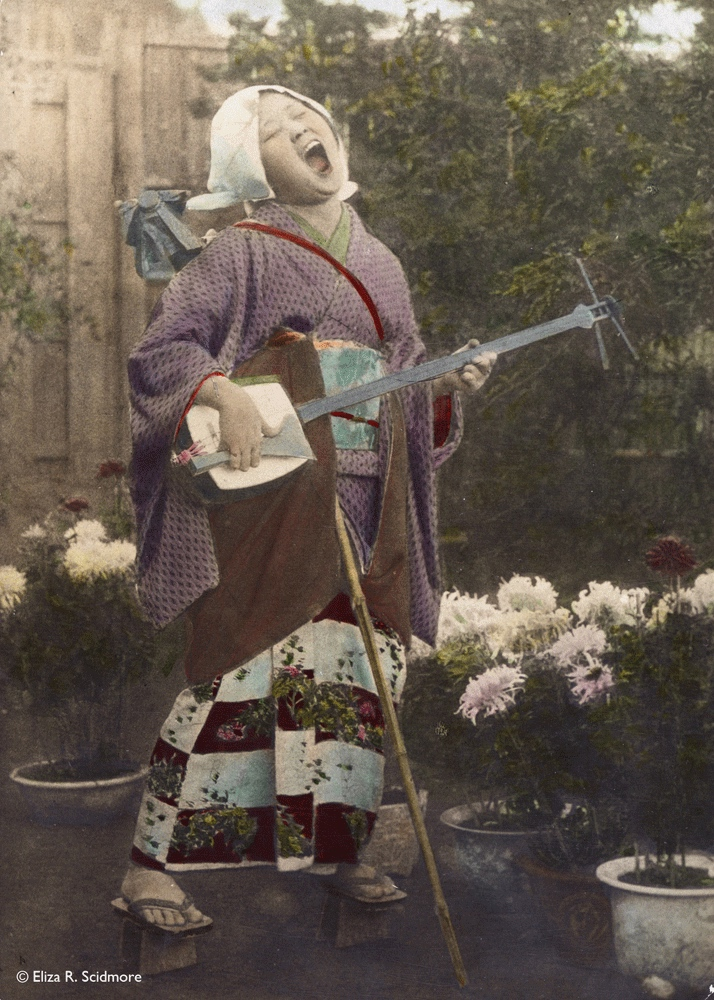
Eine Goze singt und spielt shamisen. Handkoloriertes Foto von Eliza Ruhamah Scidmore, 1912

Goze (japanisch 瞽女, „blinde Frau(en)“) waren blinde japanische Frauen, die als Wandermusikerinnen ihren Lebensunterhalt damit verdienten, die Langhalslaute shamisen zu spielen und traditionelle japanische Lieder zu singen. Dabei verdingten sie sich für gewöhnlich bei Volksfesten (matsuri) in ländlichen Gebieten.
Der Beruf der Goze tauchte schon im japanischen Mittelalter auf, wurde aber erst im 16. bzw. 17. Jahrhundert von größerer Bedeutung als Beruf für blinde Frauen. Neben Berufen wie Masseurin oder Schamanin (Itako) war er meist die einzige Möglichkeit für blinde Frauen, in der japanischen Gesellschaft einen eigenen Unterhalt zu verdienen und ihren Familien nicht zur Last zu fallen.
Sie organisierten sich oft in Gruppen von einigen blinden Frauen (und auch manchmal sehenden Wegweiserinnen), die sich gegenseitig unterstützten und deren Leiterin als Führerin fungierte. Große Gruppen befanden sich in Echigo (Präfektur Niigata), Kai (Präfektur Yamanashi), Shinano (Präfektur Nagano), Präfektur Shizuoka und der Präfektur Gifu. Viele kleinere Gruppen von Kyūshū bis zur Kantō-Gegend waren bis zur Vorkriegszeit aktiv.
Üblicherweise sang eine alte Goze und begleitete sich auf der dreisaitigen shamisen, die auch ein beliebtes Instrument der Geishas war. Zwei junge hübsche Goze tanzten dazu und schlugen die Handtrommel tsuzumi. Auf ihrer Wanderschaft in den Wintermonaten kamen die Goze bei Dorfbewohnern in einem Nebengebäude (hanare) unter. Da den Goze magische Fähigkeiten zugesprochen wurden, konnte sich keine Familie erlauben, den Besucherinnen Übernachtung und Essen zu versagen, wenn sie vermeiden wollten, dass ihr Haus verflucht wurde.
Die von den Goze tradierte Kultur wurde erst in der Zeit nach dem Zweiten Weltkrieg in größerem Maße von der Forschung beachtet. Durch die veränderten sozialen Bedingungen im modernen Japan, insbesondere die staatliche Gleichstellung bzw. Förderung von Behinderten, gibt es gegenwärtig keine aktiven Goze mehr. Die letzte Goze-Meisterin, Kobayashi Haru (小林 ハル), starb am 25. April 2005 im Alter von 105 Jahren.
Die bedeutendste Quelle für altchinesische Dichtung und Musik des 11. bis 7. Jahrhunderts v. Chr. ist das Buch der Lieder. Aus den Gedichten geht hervor, dass Musik und Tanz eine wesentliche soziale Funktion hatte. Zwei Gedichten (Nr. 242 und Nr. 280) ist zu entnehmen, dass es wohl eine besondere Gruppe blinder Musiker gab, die schlicht als „die blinden Männer“ erwähnt werden. Anfang des 1. Jahrtausends v. Chr. zogen im griechischen Mittelmeerraum die Aöden als blinde Wandersänger umher. Eine besondere Tradition blinder Sänger ist ein verbreitetes Phänomen, das bis heute in manchen Kulturen vorkommt, etwa bei den Aşık in der Türkei und den ukrainischen Sängern, die sich mit der Laute kobsa begleiten.

## Literaturverzeichnis

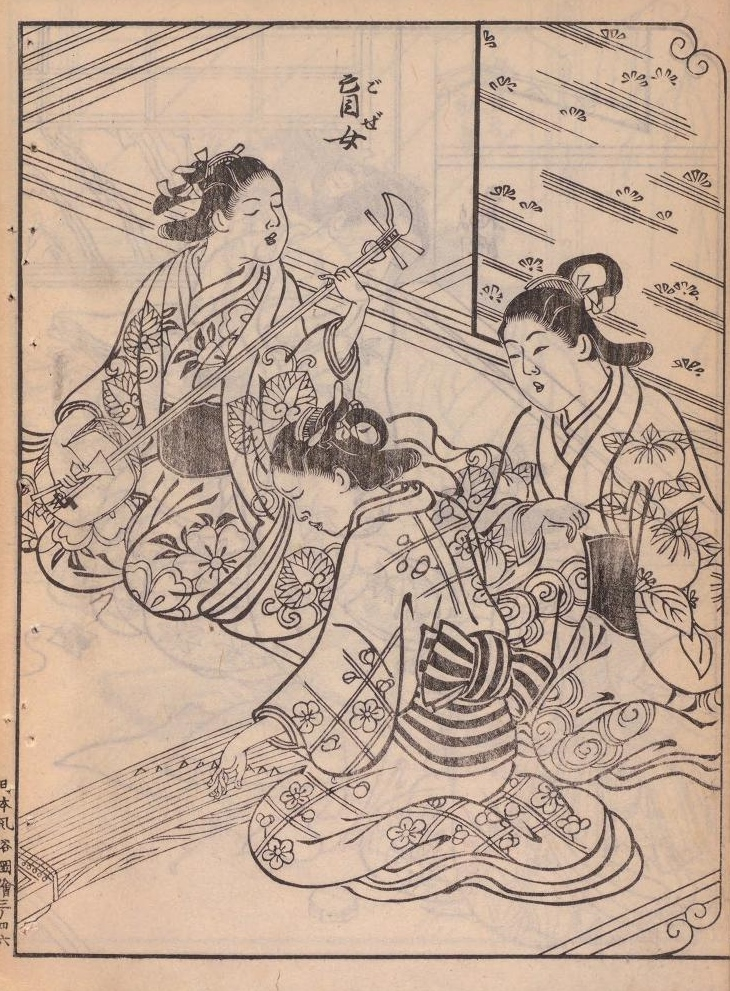
Drei Goze mit der Laute shamisen und der Wölbbrettzither koto.